# Forsebia decreta
Forsebia decreta là một loài bướm đêm trong họ Erebidae.